# Муберг, Эва Экс
Эва Экс Муберг (Моберг, швед. Eva X Moberg; 13 мая 1962 — 4 мая 1999) — шведская журналистка и анархистка. Была главным редактором анархистского журнала «Brand» и вела колонку в социал-демократической газете «Aftonbladet». Известна тем, что во время Боснийской войны организовала «Рабочий конвой» в осаждённый город Тузлу. В последние годы она заболела раком и публично писала об этом опыте, чтобы дестигматизировать страдающих от этой болезни.

## Биография
Эва Экс Муоберг родилась в 1962 году. Она жила в пригороде Стокгольма Хегерстене. В 1980-х годах она участвовала в шведском анархистском движении, сквотировала дом на Фолькунгагатан и с 1986 года редактировала журнал Brand, который был основан ещё в конце XIX века «Молодыми социалистами», но стал одним из самых влиятельных контркультурных изданий конца 1980-х — начала 1990-х годов. Её опыт редактирования анархистского журнала привёл к профессиональной карьере журналистки и сотрудничеству с ежедневной газетой Aftonbladet с 1994 года.
Когда внепарламентские левые Швеции в 1990-х годах сосредоточились на борьбе с неонацизмом, Муберг обратила внимание на судьбу жертв югославских войн. После начала Боснийской войны город Тузла оказался в осаде со стороны Республики Сербской, что препятствовало поступлению в город продовольствия и топлива. В декабре 1993 года Муберг возглавила кампанию Международной рабочей помощи (IWA) по доставке грузов в Тузлу, организовав «Рабочий конвой» (Arbetarkonvojen) с помощью профсоюзов из разных стран.
Они быстро столкнулись с административными препятствиями, поскольку шведские НПО настаивали на том, чтобы IWA разгружала свои грузы на складе УВКБ ООН, «как и все остальные». Они отказались, поскольку хотели установить прямой контакт с людьми, которые будут получать грузы. Муберг несколько раз ездила в Тузлу. Позже она сообщала, что IWA организовала 30 конвоев с грузами во время войны. В это время она вела колонку для Aftonbladet, в которой освещала ситуацию в Боснии шведским читателям и тем самым повышала авторитет IWA. С окончанием Югославских войн присутствие IWA в Тузле тоже подошло к концу.
В 1995 году Муберг отредактировала свой последний выпуск журнала Brand; она передала эстафету новому поколению анархистских авторов. В своих колонках она выражала поддержку растущему антифашистскому движению и критиковала жестокость полиции при подавлении политических демонстраций. Летом 1996 года Моберг начала замечать, что её тело с трудом справляется с физическими нагрузками, и вскоре у неё диагностировали рак груди. Она решила писать для Aftonbladet о своем опыте борьбы с раком, надеясь дестигматизировать обсуждения этой болезни и помочь другим в их собственном лечении. За свои репортажи в декабре 1998 года она получила стипендию Вильгельма Муберга, а в апреле 1999 года была отмечена Шведским онкологическим обществом. К этому времени она была убеждена, что победила свою болезнь.
4 мая 1999 года Эва Экс Муберг умерла от рака в возрасте 36 лет. Её последними словами были: «Я люблю вас всех. Какая замечательная жизнь была». На её панихиде в Стокгольме присутствовали сотни людей.